# Климена
Вижте пояснителната страница за други значения на Климена.
Климена в древногръцката митология е океанида. Съпруга е на титана Япет. От него тя има четирима сина – Прометей, Епиметей, Менойтий и Атлант. Според други версии Климена е жена на Хелиос и майка на Фаетон, както и на четири дъщери – хелиади. Има и мит, според който тя е майка на Паламед, автор на редица полезни за хората изобретения.